# MAN Truck & Bus Danmark
MAN Truck & Bus Danmark A/S er et dansk datterselskab til MAN med hovedkvarter i Esbjerg og 6 afdelinger i Danmark. De importer, forhandler, servicerer og vedligeholder busser, lastbiler og varebiler af mærket MAN. Selskabet blev etableret i 1979. I 2022 havde de ca. 240 ansatte og en omsætning på ca. 1,1 mia. danske kroner.